# Acrocercops albinatella
Acrocercops albinatella är en fjärilsart som först beskrevs av Victor Toucey Chambers 1872.  Acrocercops albinatella ingår i släktet Acrocercops och familjen styltmalar. Inga underarter finns listade i Catalogue of Life.